# Pecio de Uluburun
El Pecio de Uluburun es un yacimiento submarino de la Edad del Bronce, descubierto en la costa meridional de Turquía, cerca de la ciudad de Kaç, en la provincia de Antalya. Un pescador de esponjas turco lo descubrió en 1982, y fue excavado usando técnicas de arqueología subacuática en once campañas consecutivas de entre tres y cuatro meses de duración cada una, entre los años 1984 y 1994.

## El barco

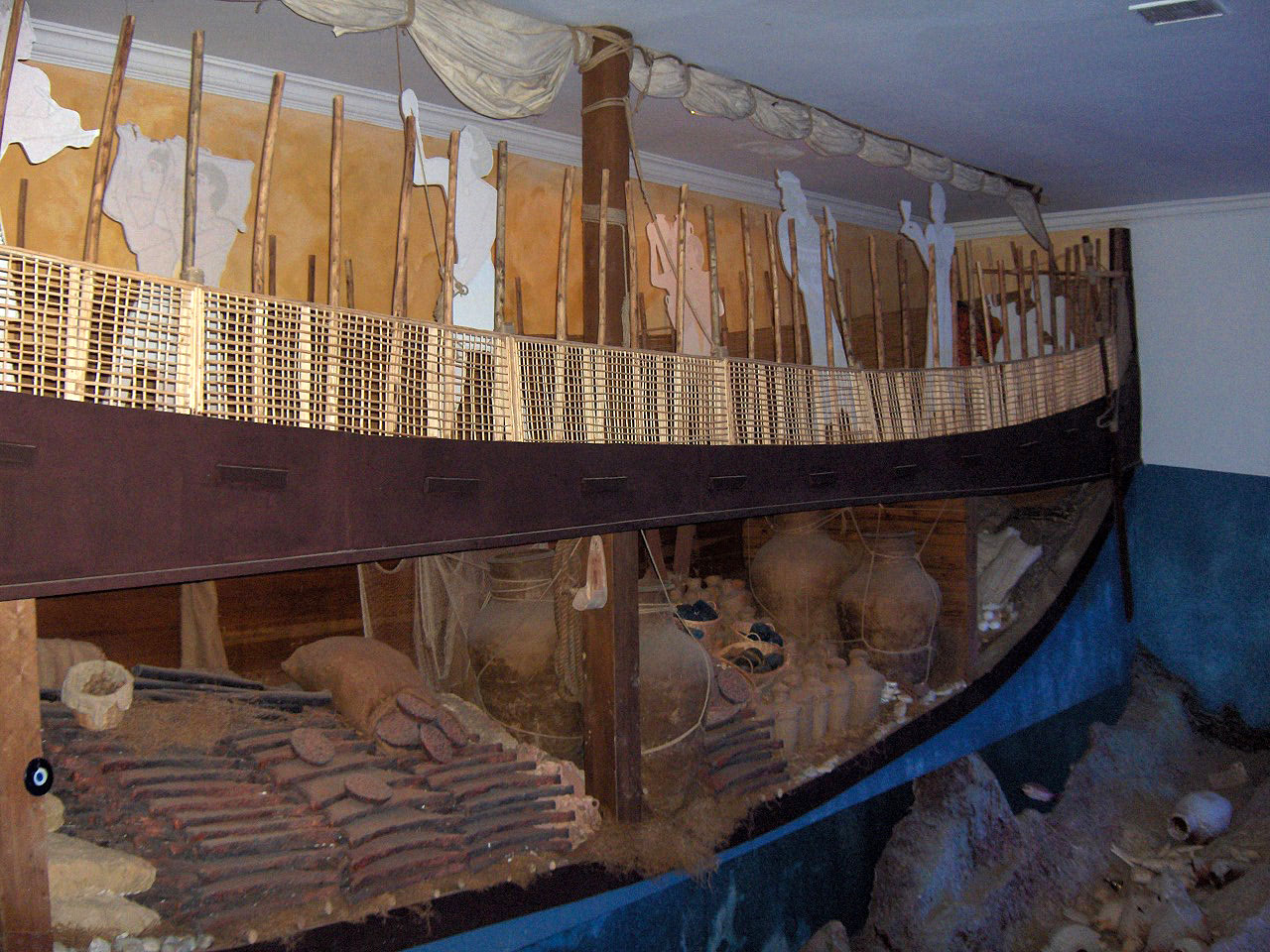
Réplica a tamaño real.
Museo de arqueología submarina de Bodrum, Turquía.

La embarcación excavada es un buque mercante procedente del Cercano Oriente, probablemente de Chipre o de la costa palestina. Medía unos 15 metros de eslora y poseía una capacidad de carga estimada en unas 20 toneladas. El casco se encuentra muy dañado, pero algunas partes se han conservado gracias, en parte, a la corrosión de los lingotes de cobre que transportaba. Se construyó uniendo entre sí tablas de madera de cedro, una técnica que ya se había encontrado en barcos posteriores (fenicios, griegos y romanos). Se encontraron además fragmentos de remos, uno de ellos de 1,7 metros de largo y 7 centímetros de grosor.
Llevaba a bordo al menos 24 anclas de piedra de entre 120 y 210 kg de peso, aunque otras dos más pequeñas pesaban 16 y 21 kg. Algunas de las anclas podrían ser piezas sobrantes que se usaban para equilibrar el peso en el buque. Anclas del tipo de Uluburun, de un único agujero, son frecuentes en las costas del cercano oriente, en lugares como Biblos o Ugarit. Otros similares se han encontrado en Kytion, en Chipre.

## Datación
El buque ha sido datado en la Edad del Bronce tardía. En 1996, el arqueólogo turco Cemal Pulak dató la madera de distintas partes del barco en torno al año 1400 a. C., pero más adelante él mismo indicó que la leña almacenada correspondía a árboles que fueron talados entre el 1316 y 1305 a. C., que por tanto sería la fecha de su último viaje.
Otro dato a tener en cuenta es el tipo de cerámica micénica encontrada en el barco, que se corresponde con la hallada en el nivel correspondiente a la destrucción de Mileto por Mursili II. De acuerdo con los anales del rey hitita, el saqueo de Mileto ocurrió unos pocos años antes del llamado Eclipse de Mursili, en 1312 a. C.
Sin embargo, en 2001 se plantearon objeciones a los métodos usados en tales dataciones, por lo que las fechas indicadas habría que asumirlas con cierta precaución.

## Ruta aparente
La opinión mayoritaria es que el barco partió de Chipre con un cargamento de seis toneladas de cobre de las minas de la isla, lo que fue verificado mediante análisis del metal. Sin embargo, la nacionalidad del buque no está nada clara, ya que transportaba artículos micénicos, chipriotas, cananeos, casitas, egipcios y asirios.
A juzgar por el ingente número de artículos transportados (se obtuvieron del fondo marino 18 000 piezas catalogadas), se cree que el barco podía haber hecho una escala en algún punto de Egipto.

## Cargamento
El buque transportaba:
- 354 lingotes de cobre, con un peso de unas 6 toneladas, originalmente apilados en cuatro hileras.
- Al menos 40 lingotes de estaño. Su procedencia es dudosa. Tienen muy poco plomo, por lo que podían ser originarios o bien de minas españolas (Tartessos) o de Afganistán.[6]

- Vidrio en bruto.

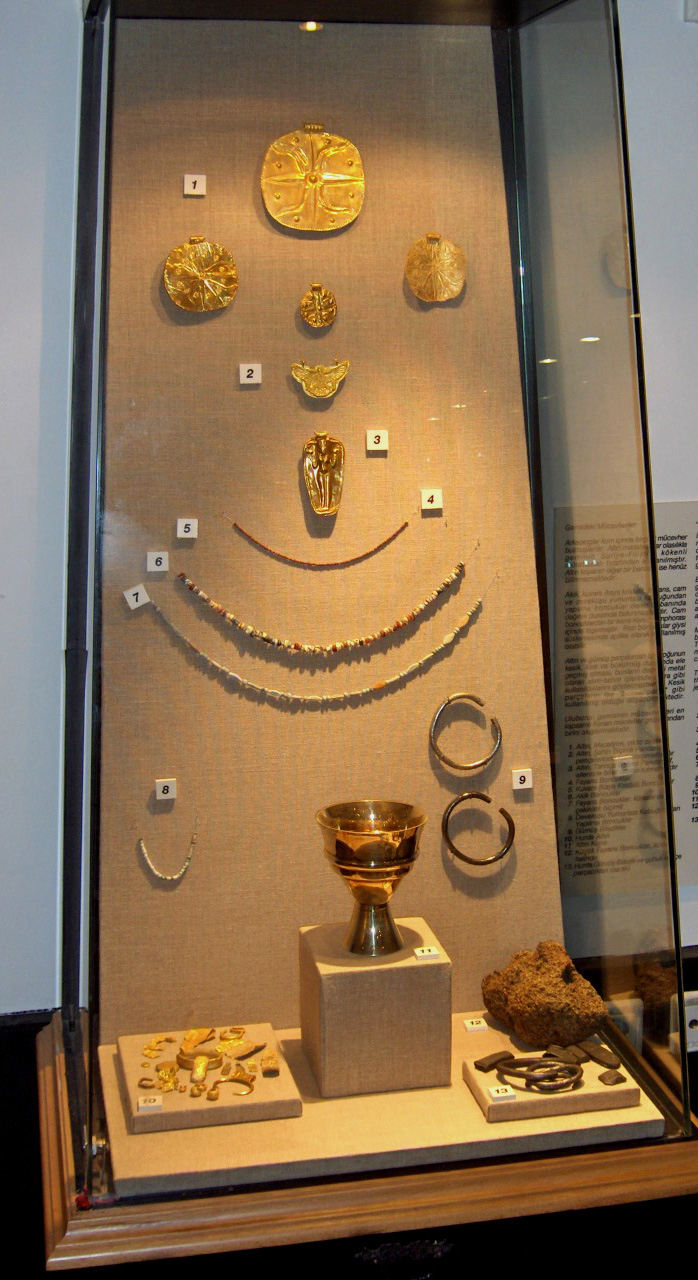
Joyas egipcias, 3= pendiente de diosa; 11= cáliz de oro.

- Ébano egipcio (Dalbergia melanoxylon).[7]
- Lingotes de vidrio azul, para incrustaciones de vidrio o Fayenza.
- Marfil, tanto de elefante como de hipopótamo.
- Ámbar.
- Huevos de avestruz.
- Oro.
- Una tonelada de resina de terebinto, almacenada en recipientes de estilo cananeo.
- Alimentos: bellotas, almendras, aceitunas, granadas.

También transportaba artículos manufacturados, como:
- Vasos de fayenza.
- Vasos de marfil.
- Un cáliz de oro.
- Joyas de oro y plata: pendientes, anillos.
- Tazones de estilo chipriota.
- Calderos chipriotas cuidadosamente empaquetados.
- Jarras de boca ancha.
- Lámparas de barro.
- Grandes pithoi.
- Una colección de herramientas de bronce. Quizás el equipamiento del carpintero del barco.
- Una aguja de bronce con cabeza globular. Podría tener un origen centroeuropeo.
- Un escarabeo de oro con el nombre de Nefertiti.

Por lo que respecta a las armas, se encontraron:
- 6 puntas de lanza de estilo europeo (Bouzek A2 o B3), de las que se han encontrado ejemplares en los Alpes orientales y en Italia.
- Una espada de origen itálico.
- Un hacha ceremonial de piedra, que podría proceder de Bulgaria o de los Cárpatos.

## Excavación
La excavación del pecio de Uluburun fue dirigida por George Bass del Instituto de Arqueología Náutica (INA) entre 1984 y 1994. La popa del barco se encontraba a 44 m de profundidad y la proa a 52 m. Parte del cargamento se encontraba a una profundidad de 60 m.